# Leiobunum knighti
Leiobunum knighti is een hooiwagen uit de familie Sclerosomatidae.